# 1977–1978-as közép-európai kupa
Az 1977–1978-as közép-európai kupa a Közép-európai kupa történetének harminckilencedik kiírása volt. A sorozatban a címvédő Vojvodina, valamint Ausztria, Csehszlovákia, Jugoszlávia, Magyarország és Olaszország 1-1 csapata képviseltette magát. A csapatokat két darab csoportba osztották be, és a két csoportgyőztes vívta a döntőt.
A kupát az FK Partizan nyerte el, története során első alkalommal.

## Csoportkör

### A csoport
| Csapat            | Mérk. | Gy | D | V | GK   | Pont |
| ----------------- | ----- | -- | - | - | ---- | ---- |
| 1. FK Partizan    | 4     | 3  | 0 | 1 | 14–4 | 6    |
| 2. Perugia        | 4     | 2  | 1 | 1 | 3–5  | 5    |
| 3. Zbrojovka Brno | 4     | 0  | 1 | 3 | 2–10 | 1    |

| 1. csapat      | Össz. | 2. csapat      | 1. mérk. | 2. mérk. |
| -------------- | ----- | -------------- | -------- | -------- |
| FK Partizan    | -     | Zbrojovka Brno | 5–1      | 4–1      |
| Zbrojovka Brno | –     | Perugia        | 0–0      | 0–1      |
| Perugia        | -     | FK Partizan    | 2–1      | 0–4      |

### B csoport
| Csapat              | Mérk. | Gy | D | V | GK  | Pont |
| ------------------- | ----- | -- | - | - | --- | ---- |
| 1. Budapesti Honvéd | 2     | 1  | 0 | 1 | 7–2 | 2    |
| 2. Vojvodina        | 2     | 1  | 0 | 1 | 2–7 | 2    |
| 3. Rapid Wien       | 0     | 0  | 0 | 0 | 0–0 | 01   |

- 1 A Rapid Wien még a sorozat elkezdése előtt visszalépett.

| 1. csapat        | Össz. | 2. csapat | 1. mérk. | 2. mérk. |
| ---------------- | ----- | --------- | -------- | -------- |
| Budapesti Honvéd | -     | Vojvodina | 6–0      | 1–2      |

## Döntő
| 1978. december 13. 15:30 |

| FK Partizan               | 1–0   | Budapesti Honvéd |
| ------------------------- | ----- | ---------------- |
| Trifunović 64' (11-esből) | (0–0) |                  |

| Partizan Stadion, Belgrád Nézőszám: 7 000 Játékvezető: Antonín Wencl (csehszlovák) |

| PARTIZAN:     |   |                       |  |         |
|               |   |                       |  |         |
| GK            |   | Rade Zalad            |  |         |
| DF            |   | Borislav Đurović      |  |         |
| DF            |   | Refik Kozić           |  |         |
| DF            |   | Vlada Lazičić         |  |         |
| DF            |   | Nenad Stojković       |  |         |
| MF            |   | Aleksandar Trifunović |  |         |
| MF            |   | Ilija Zavišić         |  |         |
| MF            |   | Dževad Prekazi        |  |         |
| FW            |   | Zvonko Živković       |  |         |
| FW            |   | Slobodan Santrač      |  | 46'     |
| FW            |   | Nikica Klincsarszki   |  |         |
| Cserék:       |   |                       |  |         |
| FW            | ' | Zvonko Varga          |  | 46' 73' |
| FW            | ' | Milovan Jović         |  | 73' 85' |
| Vezetőedző:   |   |                       |  |         |
| Ante Mladinić |   |                       |  |         |

| BUDAPESTI HONVÉD: |   |                 |  |     |
|                   |   |                 |  |     |
| GK                |   | Gujdár Sándor   |  |     |
| DF                |   | Paróczai Sándor |  |     |
| DF                |   | Kocsis István   |  |     |
| DF                |   | Nagy Antal      |  | 53' |
| DF                |   | Varga I József  |  |     |
| DF                |   | Varga II József |  |     |
| MF                |   | Pál József      |  |     |
| MF                |   | Lukács Sándor   |  |     |
| MF                |   | Póczik József   |  |     |
| FW                |   | Weimper István  |  |     |
| FW                |   | Geiger János    |  | 46' |
| Cserék:           |   |                 |  |     |
| DF                | ' | Szegő Árpád     |  | 46' |
| Vezetőedző:       |   |                 |  |     |
| Tichy Lajos       |   |                 |  |     |